# Devise (Somme)
Devise ist eine kleine französische Gemeinde mit 58 Einwohnern (Stand 1. Januar 2022) im Département Somme in der Region Hauts-de-France im Norden von Frankreich. Die Gemeinde gehört zum Kanton Péronne und ist Teil der Communauté de communes de la Haute Somme.

## Geographie
Die Gemeinde liegt – ungewöhnlich für die Gegend, in waldiger Umgebung – am linken Ufer des Omignon, eines Zuflusses der Somme, und nördlich der Autoroute A 29, die das Gemeindegebiet im Süden nicht mehr berührt, an der Départementsstraße D45.

## Geschichte
Die Herren von Crécy-Châtillon ließen eine Burg errichten, die den Übergang über den Omignon deckte.
Im Ersten Weltkrieg wurde der Ort 1917 vollständig zerstört. Auch das Schloss (Château de Devise) wurde zerstört. Devise wurde mit dem Croix de guerre 1914–1918 ausgezeichnet.

## Sehenswürdigkeiten
Der Ort wurde nach dem Ersten Weltkrieg von den Architekten A Rischmann und L. Houblain neu aufgebaut. Zu den Neubauten zählen die aus zweifarbigejn Ziegeln und Beton errichtete Kirche Saint-Rémi (1932–1934) mit Kreuzwegmosaiken von Jean Gaudin und das Gemeindehaus (Mairie/École) im Art-déco-Stil.

## Einwohner
| 1962 | 1968 | 1975 | 1982 | 1990 | 1999 | 2006 |
| ---- | ---- | ---- | ---- | ---- | ---- | ---- |
| 89   | 91   | 64   | 60   | 69   | 76   | 62   |

## Verwaltung
Bürgermeister (Maire) ist seit 2008 Gérard Salle-Pauquet.